# Камозин, Павел Михайлович
Павел Михайлович Камозин (3 [16] июля 1917 — 24 ноября 1983) — советский лётчик-истребитель, командир эскадрильи, дважды Герой Советского Союза, капитан.

## Биография
Родился 16 июля 1917 года в городе Бежица (ныне — район города Брянска) в семье рабочего. В 1931 году окончил 6 классов школы и поступил в школу фабрично-заводского ученичества (ФЗУ). После окончания училища работал слесарем на заводе «Красный Профинтерн» (ныне — «Брянский машиностроительный завод»). В 1934 году начал учиться в Бежицком аэроклубе. В РККА с 1937 года. В 1938 году окончил Борисоглебскую военную авиационную школу пилотов, после окончания которой работал лётчиком-инструктором.

## Боевой путь в Великой Отечественной войне
Свой первый боевой вылет в Великую Отечественную войну командир звена, младший лейтенант П. М. Камозин совершил 23 июня 1941 года на истребителе «И-16». В этом бою был ранен в ступню. После госпиталя работал в штабе 44-й истребительной дивизии.
5 августа 1941 года медкомиссией допущен к полётам и до 27 декабря 1941 года служил в составе 275-го бомбардировочного авиаполка.
С 27 декабря 1941 года по октябрь 1942 года — лётчик, затем лётчик-инструктор 253-го запасного авиационного полка. За это время не только сам в совершенстве овладел техникой пилотирования самолёта ЛаГГ-3, но и научил и выпустил 40 лётчиков.
После неоднократных просьб направлен на фронт. С октября по декабрь 1942 года — командир звена в 246-м истребительном авиационном полку. В первом же воздушном бою на туапсинском направлении над селом Шаумян лично сбил 3 немецких истребителя «Bf-109 F». Также в течение октября сбивает вооружённый четырьмя пушками и шестью пулемётами бомбардировщик — «Do-217».
С 18 декабря 1942 года — заместитель командира эскадрильи 269-го истребительного авиационного полка.
К концу марта 1943 года младший лейтенант Камозин совершил 82 боевых вылета на сопровождение бомбардировщиков, прикрытие войск, разведку и штурмовку. В 23 воздушных боях лично сбил 12 вражеских самолётов.
Указом Президиума Верховного Совета СССР от 1 мая 1943 года за мужество и отвагу, проявленные в боях с немецко-фашистскими захватчиками, Камозину Павлу Михайловичу присвоено звание Героя Советского Союза.
После переучивания на самолёт «Аэрокобра» получает назначение в 66-й истребительный авиаполк 329-й истребительной дивизии и вскоре становится командиром эскадрильи. С 29 декабря 1944 года назначен на должность командира эскадрильи 101-го гвардейского истребительного авиационного полка 329-й истребительной дивизии. В боях за Севастополь лётчики эскадрильи Камозина сбили 64 самолёта противника, 19 из которых сбил лично командир эскадрильи.
1 июля 1944 года Камозину было присвоено второе звание Героя Советского Союза.
20 января 1945 года, выполняя боевой вылет, из-за отказа двигателя потерпел аварию: самолёт разбился, Камозин сильно пострадал и долго находился в госпитале.
Всего за время Великой Отечественной войны Павел Михайлович Камозин выполнил 186 самолёто-вылетов, провёл 90 воздушных боёв и лично сбил 35 самолётов противника (Ме-109 — 17, Ю-87 — 10, ФВ-190 — 2, Ме-110 — 1, До-217 — 1, ФВ-189 — 1, Ю-88 — 1, Ю-52 — 1, Хе-111 — 1), ещё 13 самолётов сбил в составе группы. По исследованию М. Ю. Быкова, на боевом счету П. М. Камозина 34 личных и 4 групповые победы.
После войны с 1946 года работал в гражданской авиации. Проживал в городе Брянске.
Скончался 24 ноября 1983 года, похоронен в Брянске.

## Награды
- Медаль «Золотая Звезда» Героя Советского Союза № 23;
- медаль «Золотая Звезда» Героя Советского Союза № 1148;
- 2 ордена Ленина;
- 2 ордена Красного Знамени;
- орден Александра Невского;
- орден Отечественной войны I-й степени;
- медали.

## Память
- Почётный гражданин Брянска (1966).
- В сквере у Дворца культуры БМЗ установлен бронзовый бюст П. М. Камозина (скульптор — М. Г. Манизер, 1950).
- Имя П. М. Камозина присвоено авиационно-спортивному клубу и улице в Бежице (до 1983 года — Больничная).
- В Брянской средней школе № 11, носящей имя Камозина, открыт музей Героя[6].
- Ежегодно в Брянске проводится Мемориал по спортивной борьбе дважды Героя Советского Союза П. М. Камозина (с 2014 года имеет статус всероссийского)[7].